# John Lutz (Schauspieler)

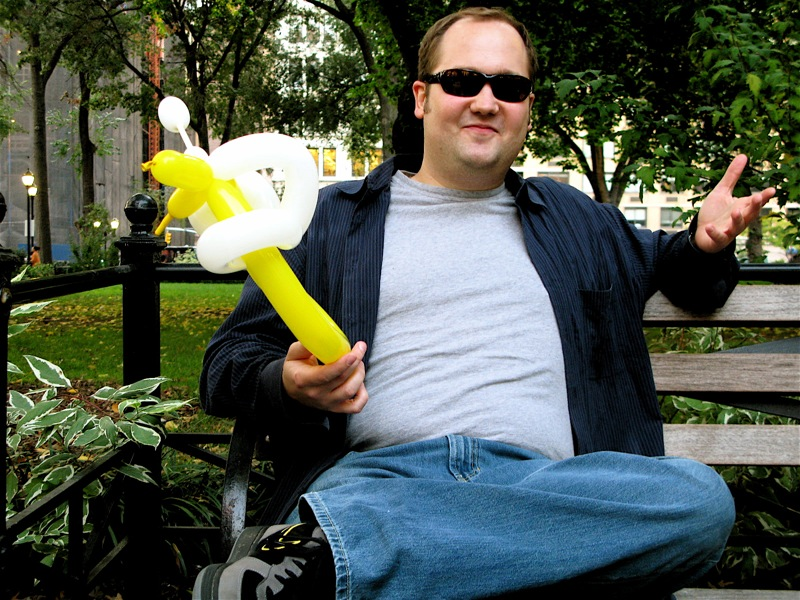
John Lutz (2007)

John Lutz (* 23. April 1973 in Pipestone, Pipestone County, Minnesota) ist ein US-amerikanischer Schauspieler.

## Leben
Lutz ist der Sohn eines freikirchlichen Predigers und wuchs in verschiedenen Vorstädten von Chicago und Detroit auf. Nach Beendigung seiner Schulzeit, studierte er u. a. Psychologie und BWL an der Valparaiso University (Valparaiso (Indiana)). Er engagierte sich auch am universitären Theater seiner Universität; erst als Schauspieler, später dann auch als Produzent.
Nach Beendigung seines Studiums ging Lutz nach Chicago und schloss sich dort dem Ensemble The Second City an. Von dort holte ihn im Februar 2004 die NBC nach New York und engagierte ihn für die Comedy-Show Saturday Night Live.
In New York lernte er Sue Galloway – aus der Sitcom 30 Rock – kennen und heiratete sie kurze Zeit später.

## Filmografie
- 2006–2013: 30 Rock (Fernsehserie)
- 2007: Suburban Bravery
- 2008: Stick It in Detroit
- 2008: Human Giant (Fernsehserie, Folge 2x05 Still Here, Man. Still Here.)
- 2009: Mystery Team
- 2009: Splinterheads
- 2010: Meet My Boyfriend!!!
- 2010: The Layla Project
- 2011: Good Wife (The Good Wife, Fernsehserie, Folge 3x04 Feeding the Rat)
- 2012: Sleepwalk with Me